# Provincia Lima

Lima

Provincia Lima este singura provincie care nu face parte de nici o regiune peruviană.
Provincia Lima se învecinează la nord-vest și la sud-vest cu Oceanul Pacific.

## Diviziune politică
Lima este împărțită în 43 Districte (Distritos).
1. Lima Centro (Lima 1)
2. Ancón (Lima 2)
3. Ate (Lima 3)
4. Barranco (Lima 4)
5. Breña (Lima 5)
6. Carabayllo (Lima 6)
7. Chaclacayo (Lima 8)
8. Chorrillos (Lima 9)
9. Cieneguilla (Lima 40)
10. Comas (Lima 7)
11. El Agustino (Lima 10)
12. Independencia (Lima 28)
13. Jesús María (Lima 11)
14. La Molina (Lima 12)
15. La Victoria (Lima 13)
16. Lince (Lima 14)
17. Los Olivos (Lima 39)
18. Lurigancho-Chosica (Lima 15)
19. Lurin (Lima 16)
20. Magdalena del Mar (Lima 17)
21. Pueblo Libre (Lima 21)
22. Miraflores (Lima 18)
23. Pachacámac (Lima 19)
24. Pucusana (Lima 20)
25. Puente Piedra (Lima 22)
26. Punta Hermosa (Lima 24)
27. Punta Negra (Lima 23)
28. Rímac (Lima 25)
29. San Bartolo (Lima 26)
30. San Borja (Lima 41)
31. San Isidro (Lima 27)
32. San Juan de Lurigancho (Lima 32)
33. San Juan de Miraflores (Lima 36)
34. San Luis (Lima 30)
35. San Martín de Porres (Lima 31)
36. San Miguel (Lima 32)
37. Santa Anita (Lima 43)
38. Santa María del Mar (Lima 37)
39. Santa Rosa (Lima 38)
40. Santiago de Surco (Lima 33)
41. Surquillo (Lima 34)
42. Villa El Salvador (Lima 42)
43. Villa María del Triunfo (Lima 35)

## Capitala
Capitala acestei provincii este orașul Lima.

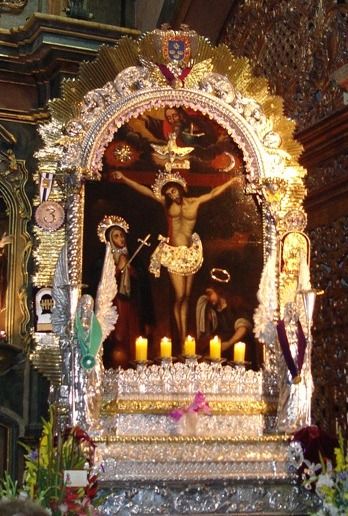
Señor de los Milagros